# Carles Porta i Gaset
Carles Porta i Gaset (Vila-sana, Pla d'Urgell, 19 de novembre de 1963) és un periodista, productor, director, guionista i escriptor català.
Darrerament, ha saltat a la fama per l'èxit del seu programa Crims a TV3 i Catalunya Ràdio i pels pòdcasts Tor, tretze cases i tres morts i El segrest emesos a Catalunya Ràdio. També destaquen els seus llibres Tor, tretze cases i tres morts (La Campana, 2005) i Li deien pare (Pòrtic, 2016).

## Trajectòria
Com a periodista va fer els primers passos al diari Segre. El 1990 va entrar a TV3 on va treballar a la delegació de Lleida i després, als serveis informatius centrals i al 30 Minuts. Va formar part dels equips d'enviats especials en conflictes bèl·lics com els de Bòsnia, Ruanda, Kosovo o el Pròxim Orient, entre d'altres. Essent treballador del mateix canal va crear i dirigir el programa Efecte Mirall.
El 2005 va irrompre al panorama literari català amb el llibre Tor, tretze cases i tres morts publicat amb La Campana. Tant pel que fa a la crítica —el van arribar a anomenar «el Truman Capote català»— com pel que fa als lectors, Tor es va convertir en tot un fenomen amb més de 50.000 llibres venuts i va ser traduït al castellà (Anagrama, 2006) i a l'alemany (Berlin Verlag, 2007). És considerat un llibre de referència de la no-ficció o del periodisme literari o narratiu.
Entre 2010 i 2016 va publicar la novel·la El club dels perfectes (La Campana) —premi Pere Quart d'Humor i Sàtira—, Fago. Si et diuen que el teu germà és un assassí en català i castellà (La Campana), que va rebre el premi Huertas Clavería i l'any 2016 títols com L'amic president (La Campana) i Li deien pare (Pòrtic/Península), premi Godó de Reporterisme. El 2017 publicà una segona novel·la juvenil, El dia que vaig marxar (Fanbooks).
Carles Porta, des de la productora Antàrtida, va fer programes com Picalletres o Bocamoll, nombrosos reportatges i va participar com a productor, guionista i director en el llargmetratge inspirat en Mecanoscrit del segon origen de Manuel de Pedrolo, Segon Origen, que havia de dirigir Bigas Luna, però va morir poc abans del rodatge. També va dirigir la sèrie de docuficció històrica Comtes, l'origen de Catalunya.
Porta també s'ha convertit en un referent en el món del pòdcast. Va començar amb la sèrie Le llamaban padre, per a Podiumpodcast i després s'hi ha afegit Tor, tretze cases i tres morts, Crims i El segrest per a Catalunya Ràdio. El juny de 2018, el pòdcast Tor, tretze cases i tres morts a Catalunya Ràdio va tenir més 288.000 reproduccions d'àudio a la carta en poc més de dos mesos. El seu últim programa en aquest mateix format fou El segrest a Catalunya Ràdio, on narra la història del segrest de la farmacèutica d'Olot, Maria Àngels Feliu, amb una sèrie pòdcast de 25 episodis enregistrada amb so immersiu binaural. Va tenir 500.000 descàrregues en un mes.
L'èxit actual del programa Crims, estrenat el 2018, amb cinc temporades a Catalunya Ràdio i tres a TV3, ha tornat a posar de manifest l'acceptació i l'entusiasme de l'audiència per la manera d'explicar històries de Carles Porta. En cadascun dels casos reals de la versió televisiva de Crims, hi ha l'estil narratiu i el segell de Porta, que dirigeix, narra i introdueix els espectadors en els laberints de cada història. Fruit de l'èxit del programa, va publicar amb La Campana el llibre de la sèrie.
El març de 2021 va publicar el llibre La farmacèutica en català amb La Campana i en castellà amb Reservoir Books, on narra el segrest de Maria Àngels Feliu a través d'una història més madura i arrodonida i amb més detalls dels que apareixen al pòdcast. L'objectiu és el d'explicar tot el que va succeir realment com no s'havia fet fins ara, des de la perspectiva de la víctima. El maig de 2021, també ha estrenat un nou programa en format pòdcast amb Amazon Audible titulat ¿Por qué matamos? amb la col·laboració de Luis Tosar, que ja porta dues temporades i crims inèdits. Així mateix, el programa Crims s'ha emès a la plataforma Movistar+ amb el nom de Crímenes, amb dues temporades publicades.
L'octubre de 2021, el programa Crims de Catalunya Ràdio ha guanyat el premi Ondas al millor programa de ràdio. També ha guanyat el mateix any el Premi Nacional de Comunicació. Al 22, ha guanyat els Premis Zapping per al Millor Programa d’Entreteniment i al Millor Presentador.
El 2022 ha tret el seu darrer llibre, Crims. Llum a la foscor amb La Campana i Crímenes. Diez casos reales amb Reservoir Books. Es tracta d’un recopilatori de casos explicats a la televisió, a la ràdio i alguns d’inèdits.
Els darrers projectes audiovisuals i radiofònics els ha fet amb l’equip de l’empresa TRUE CRIME FACTORY, especialitzada en crims reals, i amb la productora Goroka.

## Tor
Els seus treballs al voltant de la història de Tor, un petit poble dels Pirineus catalans on es van produir una sèrie de crims relacionats amb la propietat d'una muntanya, han estat els que l'han fet més popular. Primerament, va fer un reportatge pel programa 30 minuts, però de seguida quedà atrapat per la història i continuà investigant. Conegué molts dels protagonistes dels fets i recollí prou informació per poder escriure la narració literària Tor: tretze cases i tres morts, que fou un èxit de vendes. L'any 2017, Porta declarà haver acumulat encara molta més informació relacionada amb l'afer, amb la qual havia pogut, finalment, descobrir la identitat de l'assassí de Josep Montané. No en va revelar, però, el nom.

### Periodisme literari
- 2005: Tor. Tretze cases i tres morts (La Campana)
- 2012: Fago. Si et diuen que el teu germà és un assassí (La Campana)
- 2016: Li deien pare (Pòrtic)
- 2020: Crims. Tot el que llegireu és real (La Campana). El 2022 se'n va publicar una versió ampliada.[8]
- 2021: La farmacèutica. 496 dies segrestada (La Campana)
- 2022: Crims. Llum a la foscor (La Campana)[8]
- 2022: Crims. La noia de Portbou (La Campana)[9]
- 2023: Crims. Pecats Capitals (La Campana)[9]
- 2024: Tor. Foc encès (La Campana)

### Novel·la juvenil
- 2010: El club dels perfectes (La Campana)
- 2017: El dia que vaig marxar (Fanbooks)

### No-ficció
- 2016: L'amic president (La Campana)

## Filmografia
- 1999: La força del vi, documental sobre el Priorat, director, 30 minuts, TV3.
- 2015: Segon origen, pel·lícula, director i productor.
- 2017: Comtes, minisèrie, director.
- 2019–actualitat: Crims, sèrie, director, guionista i productor.
- 2023–actualitat: Luz en la oscuridad, sèrie, director, guionista i productor.
- 2024: Tor, la muntanya maleïda, docusèrie, director.

## Premis i reconeixements
- 2010 - Premi Pere Quart d'Humor i Sàtira, per El club dels perfectes.[10]
- 2012 - Premi Huertas Claveria de periodisme, per Fago[11]
- 2015 - Premi Godó de periodisme, per Li deien pare[12]
- 2022 - Premi Zapping al millor presentador per al programa de televisió Crims[13][14]
- 2022 - Nominació al premi Iris a la millor direcció per al programa de televisió Crims[15]